# Логінов Валерій Олександрович
Валерій Олександрович Логінов (рос. Валерий Александрович Логинов; нар. 13 грудня 1955, Сизрань) – російський шахіст, у 1992–1995 роках представник Узбекистану, гросмейстер від 1991 року.

## Шахова кар'єра
Неодноразово брав участь у чемпіонаті Узбецької РСР з шахів, перемігши в 1976 (разом з Георгієм Агзамовим), 1982 i 1984 роках. Перші успіхи на міжнародній арені припадають на початок 1990-х років, передусім на турнірах, які проходили в Угорщині:
- 1990 – Будапешт (посів 1-ше місце), Кечкемет (поділив 1-ше місце разом з Сергієм Архіповим),
- 1991 – Будапешт (посів 1-ше місце),
- 1992 – Кечкемет (посів 1-ше місце),
- 1993 – тричі посів 1-ше місце в Будапешті (турніри First Saturday FS06 GM, FS09 GM i FS05 GM, разом з Найджелом Дейвісом),
- 1994 – чотири рази посів 1-ше місце в Будапешті (турнір Spring Open, а також турніри First Saturday FS03 GM, FS09 GM i FS04 GM, разом з Ераном Ліссом i Валерієм Беймом), Кстово (посів 1-ше місце),
- 1995 – Любляна (посів 1-ше місце), Фельден (поділив 1-ше місце разом із, зокрема, В'ячеславом Ейнгорном, Йожефом Хорватом, Чабою Хорватом та Іваном Фараго),
- 1998 – Грац (поділив 1-ше місце разом з Володимиром Єпішиним),
- 1999 – Санкт-Петербург (посів 1-ше місце),
- 2001 – Ренне (поділив 2-ге місце позаду Тегера Гілларпа Перссона, разом з Петром Кіріаковим i Алоїзасом Квейнісом),
- 2002 – Оберварті (поділив 2-ге місце позаду Олексія Кузьміна, разом з Володимиром Бурмакіним, Огненом Цвітаном, Андрієм Шаріяздановим, В'ячеславом Ейнгорном, Мохаммедом Аль-Модіахі, Ніколаусом Штанецом, Даніелем Фрідманом i Валерієм Беймом).

Крім того тричі (2000, 2004, 2005) перемагав на чемпіонаті Санкт-Петербурга.
Неодноразово представляв Узбекистан на командних змаганнях, зокрема: двічі на шахових олімпіадах (1992, 1994); медаліст: у командному заліку – срібний (1992).
Найвищий рейтинг Ело в кар'єрі мав станом на 1 липня 1994 року, досягнувши 2610 пунктів ділив тоді 43-тє місце в світовій класифікації ФІДЕ, водночас посідав 1-ше місце серед узбецьких шахістів.

## Зміни рейтингу
| На цьому місці має відображатися графік чи діаграма, однак з технічних причин його відображення наразі вимкнено. Будь ласка, не видаляйте код, який викликає це повідомлення. Розробники вже працюють для того, щоби відновити штатне функціонування цього графіка або діаграми. | |
| | На цьому місці має відображатися графік чи діаграма, однак з технічних причин його відображення наразі вимкнено. Будь ласка, не видаляйте код, який викликає це повідомлення. Розробники вже працюють для того, щоби відновити штатне функціонування цього графіка або діаграми. |